# Campbell Soup Company
A Campbell Soup Company, também conhecida por Campbell's, é uma empresa norte-americana que produz sopas enlatadas e produtos relacionados. A empresa foi criada em 1869 por Joseph A. Campbell, um comerciante de frutas de Bridgeton, e Abraham Anderson, um fabricante de caixas de gelo de Jérsei do Sul. Produziam enlatados de tomate, de vegetais, de compotas, sopas condimentos e carne picada.
Os produtos da Campbell's são vendidos em 120 países em todo o mundo. A sua sede fica situada em Camden). A Campbell's encontra-se organizada em três divisões: refeições simples, que consiste em sopas concentradas e sopas prontas a consumir; comida preparada, que consiste em produtos de padaria da Pepperidge Farm; e a divisão de bebidas saudáveis, a qual inclui os sumos V8.
Em 10 de setembro de 2024, o presidente da empresa, Mark Clouse, informou que a tradicional empresa de alimentação Campbell Soup retira "Soup" de seu nome para se tornar "The Campbell's Company" após 155 anos de história.

## Referências na arte

Latas de Sopa Campbell de Andy Warhol